# تلامون
تلامون (به یونانی: Τελαμών)، در اسطوره‌های یونان پسر آیاکوس و آیگینا بود. او یکی از آرگونوت‌ها بود که به یاسون برای پیدا کردن پشم زرین کمک کرد، همچنین یکی از کسانی بود که در شکار گراز کالیدونیان نقش داشت.
او به کمک برادرش پلئوس، نابرادری‌اش را به قتل رساند و به جرم قتل او تبعید شد. با گلاوکه دختر پادشاه سالامیس ازدواج کرد و وارث تاج و تخت وی شد. از همسر دیگرش به نام اریبویا صاحب پسری به نام آیاس (آژاکس) شد.همچنین او و برادرش پلوس نیز از دوستان نزدیک هراکلس بوده اند و در لشکر کشی های خود به آمازون ها و حمله به تروا به او کمک کرده اند.